# HTC One (M8)
O HTC One (M8) é um smartphone Android fabricado pela HTC, anunciado e lançado em 25 de março de 2014. O novo modelo possuí similaridades com a primeira geração da série One, porém, com características melhores. O aparelho incorporou bordas arredondadas, ecrã HD de 5 polegadas, processador de quatro núcleos Snapdragon 801, sensor de profundidade de campo que pode ser usado para focar objetos após fotografar, câmera frontal de alta qualidade, melhora nos alto falantes sterios frontais, expansão da memória, novos gestos e nova UI, HTC Sense 6.0.
Em agosto de 2014 a HTC lançou uma variante do M8 rodando o sistema operacional Windows Phone 8.1.
O M8 recebeu críticas positivas, em especial pelas significativas melhoras no design, hardware e software. Porém, os aspectos criticados foram os bezeis em excesso e a qualidade inconsistente da câmera traseira quando habilitado o sensor de profundidade.

## Lançamento
O novo dispositivo, oficialmente chamado HTC One (M8) ou o novo HTC One foi anunciado em março de 2014 simultaneamente em Londres e Nova Iorque, lançado no mesmo dia pela Verizon.
Ele está disponível nas cores cinza, prata e dourado, sendo o dourado exclusividade da Best Buy.

## Especificações

### Design
No geral o design da segunda geração da linha One se assemelha a primeira geração pelo corpo em formato de barra de alumínio e duplos alto falantes centrais. Ao contrário do modelo anterior, no entanto, sua estrutura incorpora quantidades pequenas de policarbonato dando ao aparelho um corpo todo de metal e mais curvo.

### Hardware
O Hardware do M8 foi melhorado em comparação com o seu antecessor. O processador é um Snapdragon de quatro núcleos rodando a 2.3 GHz, 2GB de RAM e um ecrã HD touchscreen de 5.0 polegadas e 441 ppi de densidade, protegido por uma camada do Gorilla Glass 3.
O aparelho está disponível com dezesseis ou 32GB de armazenamento interno e a possibilidade de usar um cartão MicroSD com capacidade de até 128GB.
O alto falante é equipado com a tecnologia BoomSound que melhora significativamente a qualidade do áudio.

## Versões

### Google Play Edition
Foi lançada uma edição Google Play (GPE), rodando Android sem a UI HTC Sense.

### Harman Kardon
Em abril de 2014 foi lançada a edição especial Harman Kardon equipada com o sistema de áudio Harman Kardon, em cinza escuro e detalhes em dourado e fones Harman Kardon exclusivos da empresa Sprint.

### One (M8) para Windows
Em agosto de 2014 a HTC e a Verizon anunciaram uma nova variante do aparelho conhecida como HTC One (M8) for Windows, rodando o sistema operacional Windows Phone 8.1, com hardware identico a versão original, porém, com cores diferentes.

### One (M8) Eye
Em Outubro de 2014 a HTC anunciou o One (M8) Eye, idêntico ao original exceto pela remoção do NFC e do Infravermelho, além da câmera traseira ter sido trocada por uma câmera de 13 megapixel. O aparelho foi lançado somente na China e Índia.